# Potentilla imbricata
Potentilla imbricata är en rosväxtart som beskrevs av Grigorij Silych Karelin och Kir.. Potentilla imbricata ingår i Fingerörtssläktet som ingår i familjen rosväxter. Inga underarter finns listade i Catalogue of Life.